# Responsywne projektowanie stron internetowych

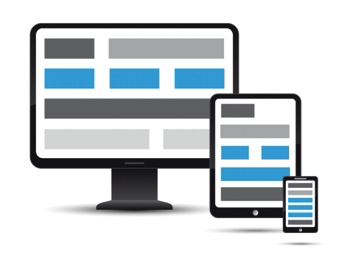
Rozpoznanie i dostosowanie do wielkości urządzenia – responsive web design (RWD).

Responsywne projektowanie stron internetowych (ang. responsive web design, RWD) – technika projektowania strony WWW, aby jej układ dostosowywał się samoczynnie do rozmiaru okna przeglądarki, na której jest wyświetlany np. przeglądarki, smartfonów czy tabletów. Strona utworzona tą techniką jest uniwersalna: wyświetla się dobrze na dużych ekranach oraz na smartfonach i tabletach: zmienia swój rozmiar oraz układ, obsługuje różne rozdzielczości w zależności od przekątnej ekranu, na jakim aplikacja webowa, czy strona internetowa ma być wyświetlona.

## WdrażanieResponsive Web Design
Obsługa tej techniki odbywa się za pomocą tzw. media queries, które pozwalają rozpoznać rozdzielczość okna przeglądarki i zastosować odpowiedni arkusz stylu, lub jego fragment. Do działania możemy również użyć różnych skryptów JavaScript.

### Tag HTML
Poniższy kod zmienia domyślne ustawienia skalowania zawartości przez urządzenie mobilne, co pozwala na tworzenie stron niewymagających ciągłego powiększania i pomniejszania przez użytkownika. Określa on również domyślną szerokość dokumentu na 100% szerokości wyświetlacza. Błędne określenie szerokości lub położenia elementów za pośrednictwem arkuszy stylów nadal powoduje konieczność przewijania strony w lewo bądź prawo.
```
<
meta
 
name
=
"viewport"
 
content
=
"width=device-width, initial-scale=1"
 
/>

```

Można również wstawić cały arkusz stylu, używając media queries.
```
    
<
link
 
rel
=
"stylesheet"

    
media
=
"screen and (max-width: 600px)"

    
href
=
"arkusz600.css"
>

```

Powyższy fragment mówi o tym, że arkusz stylu o nazwie arkusz600.css będzie działał tylko wtedy, kiedy szerokość przeglądarki będzie mniejsza lub równa 600 pikseli. Można również użyć np. min-width, max-height, min-height.

### Media Queriesw CSS
Jeśli nie potrzeba dzielić stylów na różne arkusze, można zrobić to wszystko w jednym pliku, używając media queries.
```
    
@
media
 
screen
 
and
 
(
min-width
:
 
480px
)
 
{

      
a
 
{

        
color
:
 
red
;

      
}

    
}

```

Powyższy fragment CSS powoduje pokolorowanie wszystkich odnośników, jeśli tylko szerokość przeglądarki będzie wynosić minimum 480 pikseli.

## PopularnośćResponsive Web Design
Popularność RWD wynika z proporcji udziału urządzeń mobilnych, które z roku na rok zdobywają coraz większą część rynku.
Tę zmianę w znacznym stopniu przyspieszył Google, który lepiej ocenia strony internetowe w wynikach wyszukiwania, które poprawnie wyświetlają się na urządzeniach mobilnych.
Zmiana była na tyle rewolucyjna, że doczekała się własnej nazwy – Mobilegeddon.
W końcówce 2020 roku ponad 3,5 miliarda osób używa smartfonów. Na korzystaniu ze smartfonów spędzamy średnio prawie 3 godziny.

## ZasadyResponsive Web Design[3]

### Fluid Grid Systems
Wyrażanie wymiarów strony internetowej w sposób względny – docelowego rozmiaru oraz kontekstu wyświetlania.

### Fluid Image
Dostosowywania elementów graficznych do danej wielkości – na przykład zdjęć, czy grafik.
Dla przeglądarki internetowej stanowi to informację, w jaki sposób obraz ma być skalowany, aby dostosować je do poszczególnych urządzeń. Dzięki temu rozwiązaniu, chronimy obrazy przed nadmiernym rozciągnięciem.

### Media Queries/Breakpoints
Pozwalają na określenie, w jaki sposób wyświetlać stronę internetową na danym urządzeniu. Pomagają określić, po spełnieniu jakich warunków układ witryny może być zmieniony i w jaki sposób.

### Frameworks
Rozwój podejścia mobile first zaowocował powstaniem ogólnodostępnych frameworków. Dobrą praktyką jest korzystanie z nich. Samodzielne poszukiwanie rozwiązań zazwyczaj oznacza niepotrzebną stratę czasu dla projektanta danej strony internetowej.